# Devon Gummersall
Devon Ryan Gummersall, es un actor, director, productor y escritor estadounidense.

## Biografía
Es hijo del pintor C. Gregory Gummersall, su hermano mayor es el productor Josh Gummersall.
Devon asistió al "Notre Dame High School" en Los Ángeles.
El 6 de octubre de 2007 se casó con la actriz Majandra Delfino, sin embargo la pareja se separó poco después y el matrimonio fue anulado en el 2008.

## Carrera
En agosto de 1994 se unió al elenco de la serie My So-Called Life donde dio vida a Brian Krakow, un amigo de la infancia de Angela Chase (Claire Danes) hasta el final de la serie en enero de 1995.
En el 2003 interpretó a Taylor Reed durante el episodio "One Hit Wonder" de la exitosa serie norteamericana CSI: Crime Scene Investigation, más tarde Devon volvió a aparecer en la serie ahora interpretando a Kyle "X" Chatts en el episodio "Lover's Lanes" en el 2009.
En el 2007 apareció en la exitosa y popular serie norteamericana 24 donde dio vida a Mark Hauser, un consultor de seguridad y el hermano de Brady Hauser (Scott Michael Campbell). Mark ayuda al exgeneral ruso Dmitri Gredenko (Rade Šerbedžija) a introducirse en archivos secretos.
En el 2009 apareció como invitado en la serie Private Practice donde interpretó a Ronald "Ron" Bergin, el esposo de la paciente Eleanor Bergin (Mimi Kennedy).
Ese mismo año interpretó a Ethan, un hombre con el que Jane Bingum se casa para que pueda recibir tratamiento contra el cáncer en dos episodios de la serie Drop Dead Diva.
En el 2010 apareció en la serie Castle donde interpretó a Matt Haley, el colega de Jessica Margolis, una joven que es asesinada en el episodio "The Mistress Always Spanks Twice". Ese mismo año apareció como invitado en la serie The Gates donde interpretó al comisario Chad Taylor, hasta ese mismo año después de que su personaje fuera arrestado por el asesinato de David Phelps.
En el 2015 interpretó a Stevie Wollcott, el cuñado de John Mathis en un episodio de la serie Mad Men. También dio vida a Don Watts durante el episodio "The Exterminator" de la primera temporada de la serie iZombie.
Ese mismo año se anunció que Devon se había unido al elenco de Underground donde interpretaría al abogado John Hawkes. Sin embargo el actor fue reemplazado por Marc Blucas quien obtuvo el papel de John.
En el 2016 apareció como invitado en un episodio de la popular serie norteamericana Criminal Minds donde dio vida a Joseph Berzon, un asesino en serie y secuestrador delirante. Ese mismo año se unió al elenco recurrente de la tercera temporada de la serie The Last Ship, donde interpretó al periodista Jacob Barnes, hasta el undécimo episodio de la temporada, después de que su personaje fuera asesinado bajo las órdenes de la corrupta jefa del gabinete Allison Shaw (Elisabeth Röhm).

## Filmografía

### Series de televisión
| Año         | Título                         | Personaje       | Notas                                       |
| ----------- | ------------------------------ | --------------- | ------------------------------------------- |
| 2016        | The Last Ship                  | Jacob Barnes    | 9 episodios                                 |
| 2016        | Criminal Minds                 | Joseph Berzon   | episodio "Inner Beauty"                     |
| 2015        | Mad Men                        | Stevie Wollcott | episodio "Severance"                        |
| 2015        | iZombie                        | Don Watts       | episodio "The Exterminator"                 |
| 2014        | The Mentalist                  | Gabriel Quinn   | episodio "The Golden Hammer"                |
| 2010 - 2012 | Man-Teen                       | -               | 5 episodios                                 |
| 2011        | Fairly Legal                   | Marcus          | episodio "Believers"                        |
| 2010        | The Gates                      | Chad Taylor     | 2 episodios                                 |
| 2010        | Castle                         | Matt Haley      | episodio "The Mistress Always Spanks Twice" |
| 2009 - 2010 | Drop Dead Diva                 | Ethan           | 2 episodios                                 |
| 2009        | Private Practice               | Ronald Bergin   | episodio "The Parent Trap"                  |
| 2009        | CSI: Crime Scene Investigation | Kyle "X" Chatts | episodio "Lover's Lanes"                    |
| 2009        | The Forgotten                  | Clay Thornton   | episodio "Pilot"                            |
| 2008        | CSI: NY                        | Trevor Jones    | episodio "Sex, Lies, and Silicone"          |
| 2007        | Law & Order: Criminal Intent   | Tom Pittino     | episodio "Seeds"                            |
| 2007        | State of Mind                  | Barry White     | 8 episodios                                 |
| 2007        | Drive                          | Louis           | episodio "Rearview" - miniserie             |
| 2007        | 24                             | Mark Hauser     | episodio "Day 6: 8:00 p.m.-9:00 p.m."       |
| 1994 - 1995 | My So-Called Life              | Brian Krakow    | 19 episodios                                |

### Películas
| Año  | Título               | Personaje | Notas                                                                             |
| ---- | -------------------- | --------- | --------------------------------------------------------------------------------- |
| 2016 | The Guru & the Gypsy | Tommy     | junto a Sarah Carter, Kevin Ryan, Philippe Caland, Katie Sheaffer y Mickey Faerch |

### Director, productor y escritor
| Año  | Título                       | Notas                                                     |
| ---- | ---------------------------- | --------------------------------------------------------- |
| 2015 | The Inherited                | director                                                  |
| 2013 | The Gelephant                | corto - editor                                            |
| 2012 | Miami Verse                  | documental - director, productor, cinematografía y editor |
| 2011 | Low Fidelity                 | director y escritor                                       |
| 2011 | Pork: A Short Film           | corto - director y escritor                               |
| 2010 | Bullies on Vacation          | corto - director                                          |
| 2009 | Lawn Chairs and Living Rooms | documental - director, productor y cinematografía         |
| 2008 | Quarterlife                  | 2 episodios - escritor                                    |
| 2003 | Something More               | corto - director y productor                              |
| 2002 | Robbing 'Hef                 | director y escritor                                       |

## Premios y nominaciones
| Año  | Categoría                                           | Premio             | Serie             | Resultado |
| ---- | --------------------------------------------------- | ------------------ | ----------------- | --------- |
| 1995 | Best Performance by a Youth Actor in a Drama Series | Young Artist Award | My So-Called Life | Nominado  |